# Szeligi (Ełk)
Szeligi (deutsch Seliggen) ist ein Ort in der polnischen Woiwodschaft Ermland-Masuren und gehört zur Gmina Ełk (Landgemeinde Lyck) im Powiat Ełcki (Kreis Lyck).

## Geographische Lage
Szeligi liegt am Westufer des Großen Sellmentsees (polnisch Jezioro Selmęt Wielki) im südlichen Osten der Woiwodschaft Ermland-Masuren, vier Kilometer östlich der Kreisstadt Ełk (Lyck).

## Geschichte
Gegründet wurde das nach 1785 Selligen, nach 1818 Seligen und bis 1945 Seliggen genannt kleine Dorf im Jahre 1536. Im Jahre 1874 kam es als Landgemeinde zum Amtsbezirk Selment mit Sitz in Klein Mrosen (polnisch Mrozy Małe), der – 1938 in „Amtsbezirk Schönhorst (Ostpr.)“ umbenannt – zum Regierungsbezirk Gumbinnen (ab 1905: Regierungsbezirk Allenstein) in der preußischen Provinz Ostpreußen gehörte.
Zusammen mit dem zwischen 1888 und 1898 eingemeindeten Wohnplatz Buczken (1938 bis 1945 Kleinseliggen, polnisch Buczki) verzeichnete Seliggen im Jahre 1910 insgesamt 302 Einwohner. Ihre Zahl belief sich im Jahre 1933 auf 325 und betrug 1939 noch 286. Aufgrund der Bestimmungen des Versailler Vertrags stimmte die Bevölkerung im Abstimmungsgebiet Allenstein, zu dem Seliggen gehörte, am 11. Juli 1920 über die weitere staatliche Zugehörigkeit zu Ostpreußen (und damit zu Deutschland) oder den Anschluss an Polen ab. In Seliggen stimmten 200 Einwohner für den Verbleib bei Ostpreußen, auf Polen entfielen keine Stimmen.
In Kriegsfolge wurde Seliggen 1945 mit dem gesamten südlichen Ostpreußen nach Polen überstellt und trägt seither die polnische Namensform „Szeligi“. Heute ist das Dorf dem Schulzenamt (polnisch Sołectwo) Buczki (Buczken, 1938 bis 1945 Kleinseliggen) zugeordnet und gehört somit zum Verbund der Gmina Ełk (Landgemeinde Lyck) im Powiat Ełcki (Kreis Lyck), bis 1998 der Woiwodschaft Suwałki, seitdem der Woiwodschaft Ermland-Masuren zugehörig.

## Kirche
Bis 1945 war Seliggen in die evangelische Pfarrkirche Lyck in der Kirchenprovinz Ostpreußen der Kirche der Altpreußischen Union sowie in die römisch-katholische Kirche St. Adalbert Lyck im Bistum Ermland eingepfarrt. Auch heute besteht der kirchliche Bezug zur Kreisstadt Ełk.

## Verkehr
Szeligi ist von der Kreisstadt Ełk aus über eine Nebenstraße, die nach Buczki führt, zu erreichen. Die nächste Bahnstation ist Ełk mit den noch verbliebenen Bahnlinien Giżycko–Białystok und Olsztyn–Ełk.